# Santa Clara del Cobre
Santa Clara del Cobre ist eine Kleinstadt mit etwa 16.000 Einwohnern in der Gemeinde (municipio) Salvador Escalante im Zentrum des mexikanischen Bundesstaats Michoacán. Wegen ihres kolonialen Stadtzentrums zählt sie zu den Pueblos Mágicos.

## Lage
Die Kleinstadt Santa Clara del Cobre liegt 20 km südlich des Pátzcuaro-Sees in den waldreichen Bergen der westlichen Sierra Volcánica Transversal in einer Höhe von ca. 2225 m. Morelia, die Hauptstadt des Bundesstaats, befindet sich ca. 70 km (Fahrtstrecke) nordöstlich. Das Klima ist wegen der Höhenlage gemäßigt; der für mexikanische Verhältnisse reichliche Regen (ca. 1165 mm/Jahr) kommt vom Pazifischen Ozean und fällt hauptsächlich während des Sommerhalbjahrs.

## Bevölkerung
| Jahr      | 2000   | 2005   | 2010   |
| Einwohner | 11.959 | 13.069 | 14.359 |

Nur ein kleiner Teil der Einwohner ist spanischer Abstammung; Umgangssprache ist zumeist Tarasco, die Sprache der Purépecha-Indios.

## Wirtschaft
Während die Dörfer im Umland eher landwirtschaftlich orientiert sind, haben sich in Santa Clara del Cobre zahlreiche kleinere Handels-, Handwerks- und Dienstleistungsunternehmen angesiedelt. Wichtigste Produkte der Kleinstadt sind Kupferwaren aller Art, die zum Teil auch versilbert oder in anderer Weise verziert werden. Santa Clara del Cobre wird im Hinblick auf das dort seit Jahrhunderten gepflegte, weltberühmte Kupferschmiedehandwerk als die „Kupferhauptstadt der Amerikas“ bezeichnet. Die im Stadtzentrum gelegene Plaza wird von aus Kupfer geschmiedeten Straßenlaternen beleuchtet. Es gibt zahlreiche Kupferwerkstätten, in denen man die Herstellung von Kesseln verfolgen kann, es gibt Kupferläden und ein Kupfermuseum. Mitte August findet die jährliche Kupfermesse »Feria Nacional del Cobre« mit Ausstellungen und Veranstaltungen statt, bei der die schönsten Arbeiten prämiert werden. Die 55. Nationale Kupferausstellung, die gleichzeitig die 76. Nationale Ausstellung von gehämmertem Kupfer darstellte, fand in Santa Clara del Cobre statt.

## Geschichte
Die Region war schon in vorspanischer Zeit von den Purépecha-Indianern besiedelt, die sich erfolgreich gegen Übergriffe der Azteken zur Wehr setzen konnten. Der Ort wurde bereits im Jahr 1521 durch den Franziskaner Martín de Jesús unter dem Namen Santa Clara de Acuero gegründet; eine zweite Gründung erfolgte im Jahr 1553 unter dem Namen Santa Clara de los Cobres. Im Jahr 1765 wurden zwei von Indios besiedelte Nachbarorte eingemeindet. Im Jahr 1858 erhielt der Ort die Stadtrechte; er brannte jedoch Ende des 19. und zu Beginn des 20. Jahrhunderts zweimal ab, so dass der spanische Bevölkerungsteil nach Pátzcuaro und in andere Orte umsiedelte. Im Jahr 1932 wurde der Ort zu Ehren eines Helden des Mexikanischen Unabhängigkeitskrieges in Salvador Escalante umbenannt – ein Name, der jedoch nur für die Gemeinde Bestand hatte.

## Sehenswürdigkeiten
- Die Straßen und Häuser der Kleinstadt sind wegen der Erdbebengefahr zumeist eingeschossig.
- Zahlreiche Geschäfte bieten Kupferprodukte zum Verkauf an.
- Die im 18. Jahrhundert erbaute Kirche der Purísima Concepción ist der Unbefleckten Empfängnis Mariens geweiht. Das Kirchenschiff wird von einem Holzgewölbe überspannt.
- Die Kirche der Nuestra Señora del Sagrario stammt aus derselben Zeit; das Kirchenschiff wird ebenfalls von einem Holzgewölbe überspannt.
- Das eingeschossige Museo del Cobre befindet sich in einem kolonialzeitlichen Gebäude mit großen Innenhöfen.

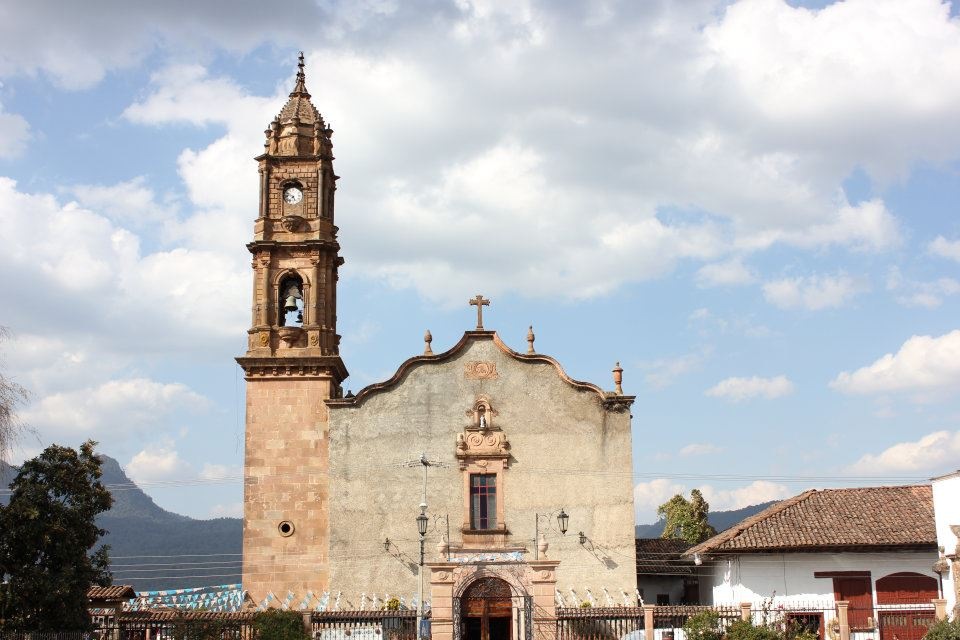
Kirche N.S. de la Purificación
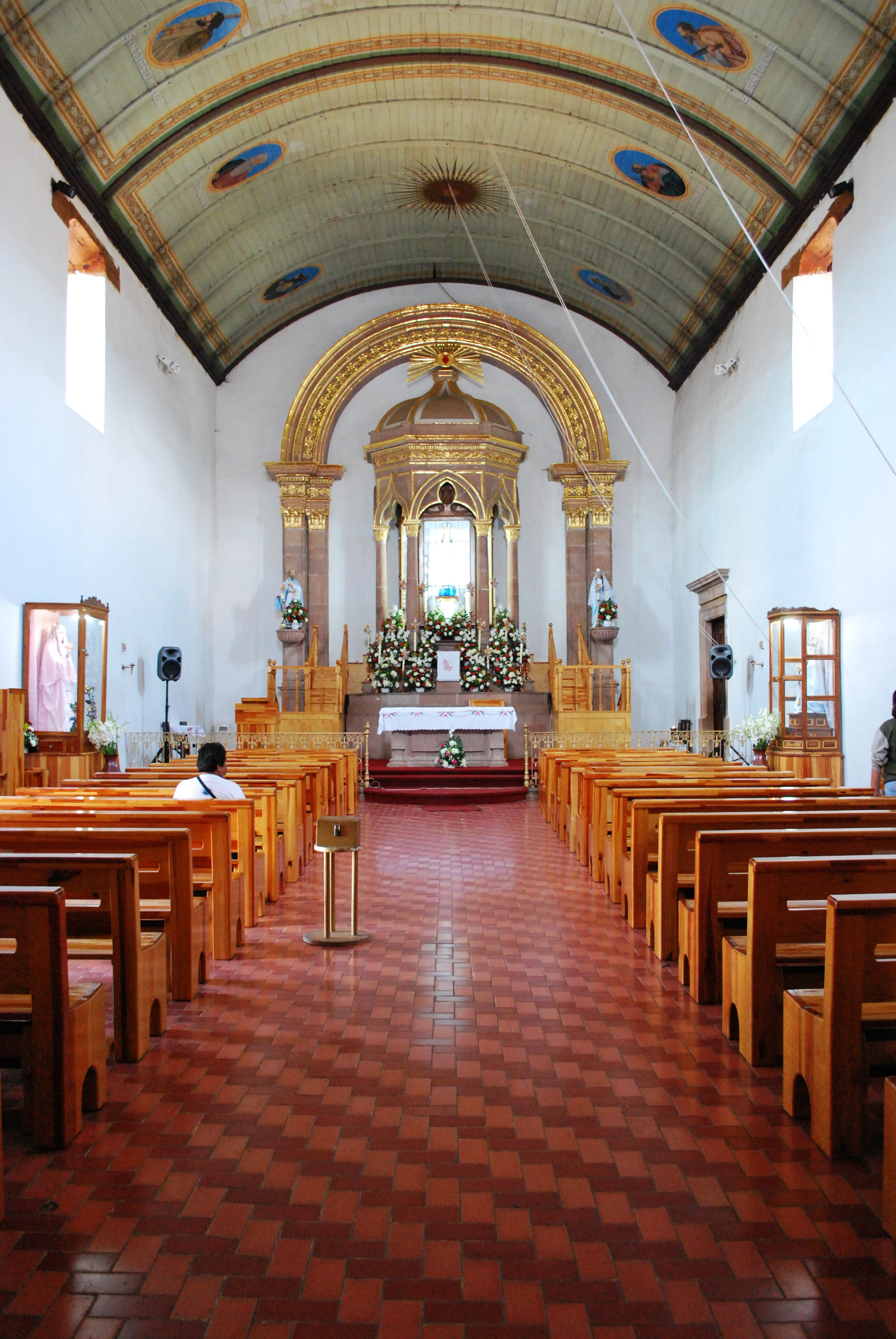
dto., Kirchenschiff
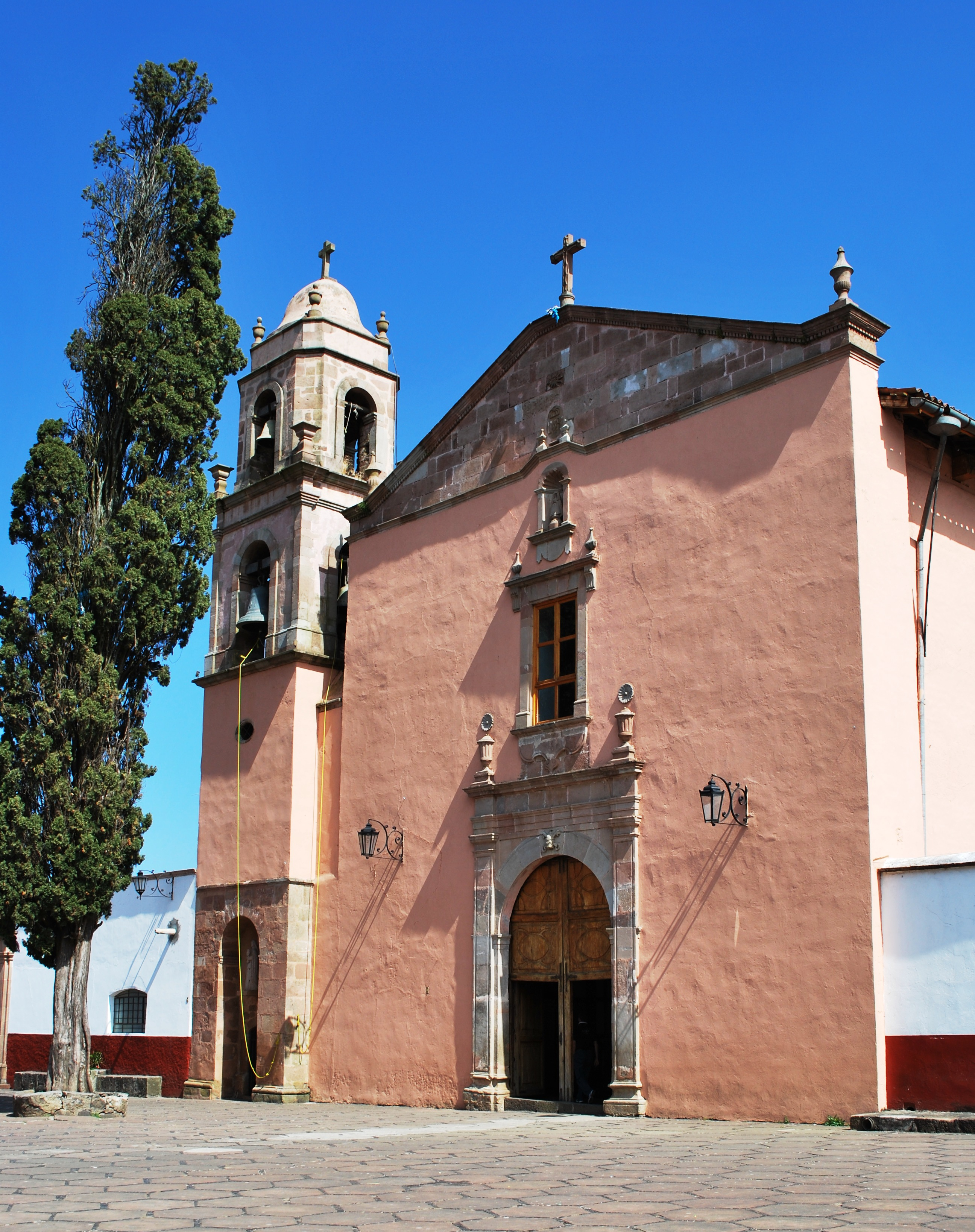
Kirche N. S. del Sagrario
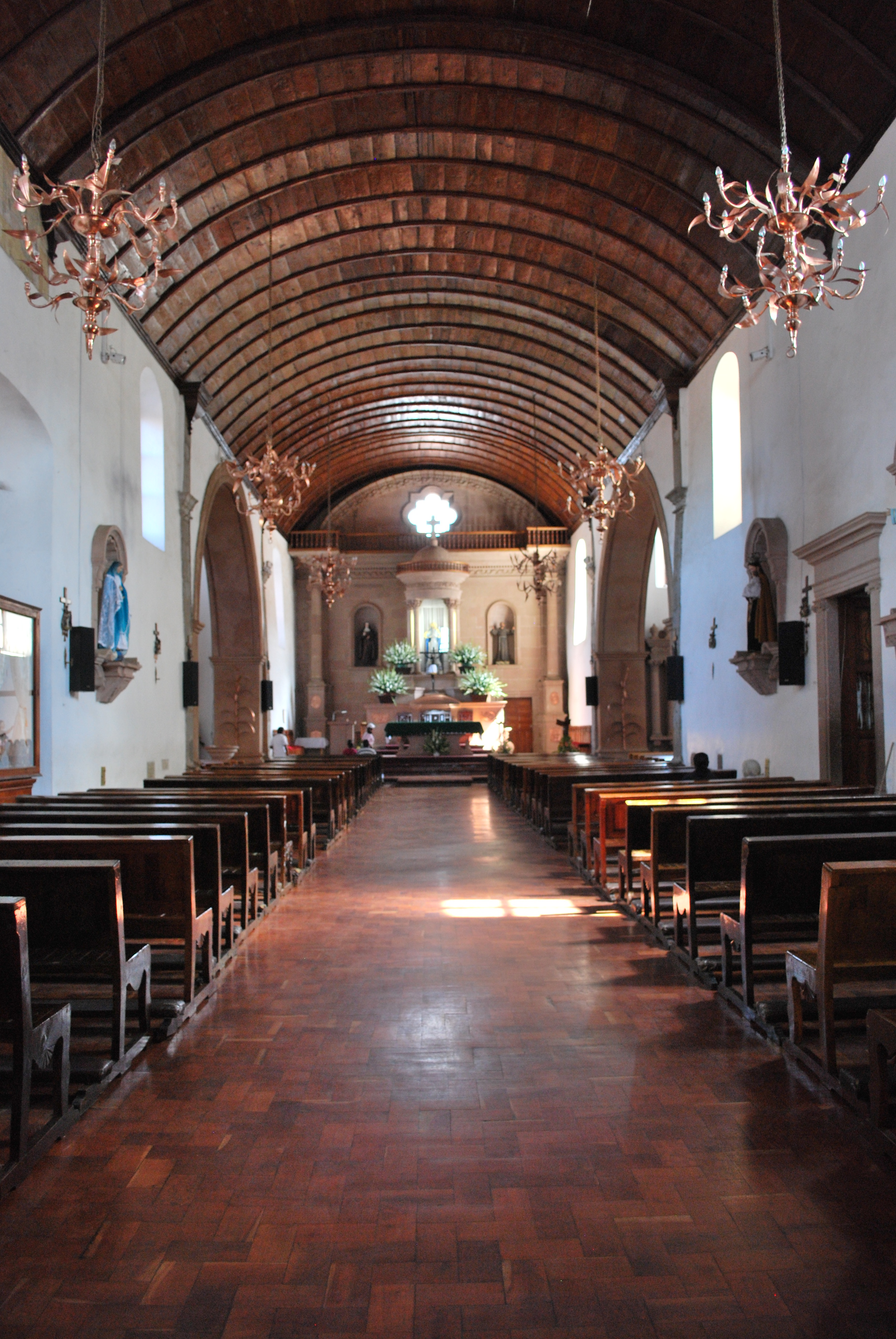
dto., Kirchenschiff
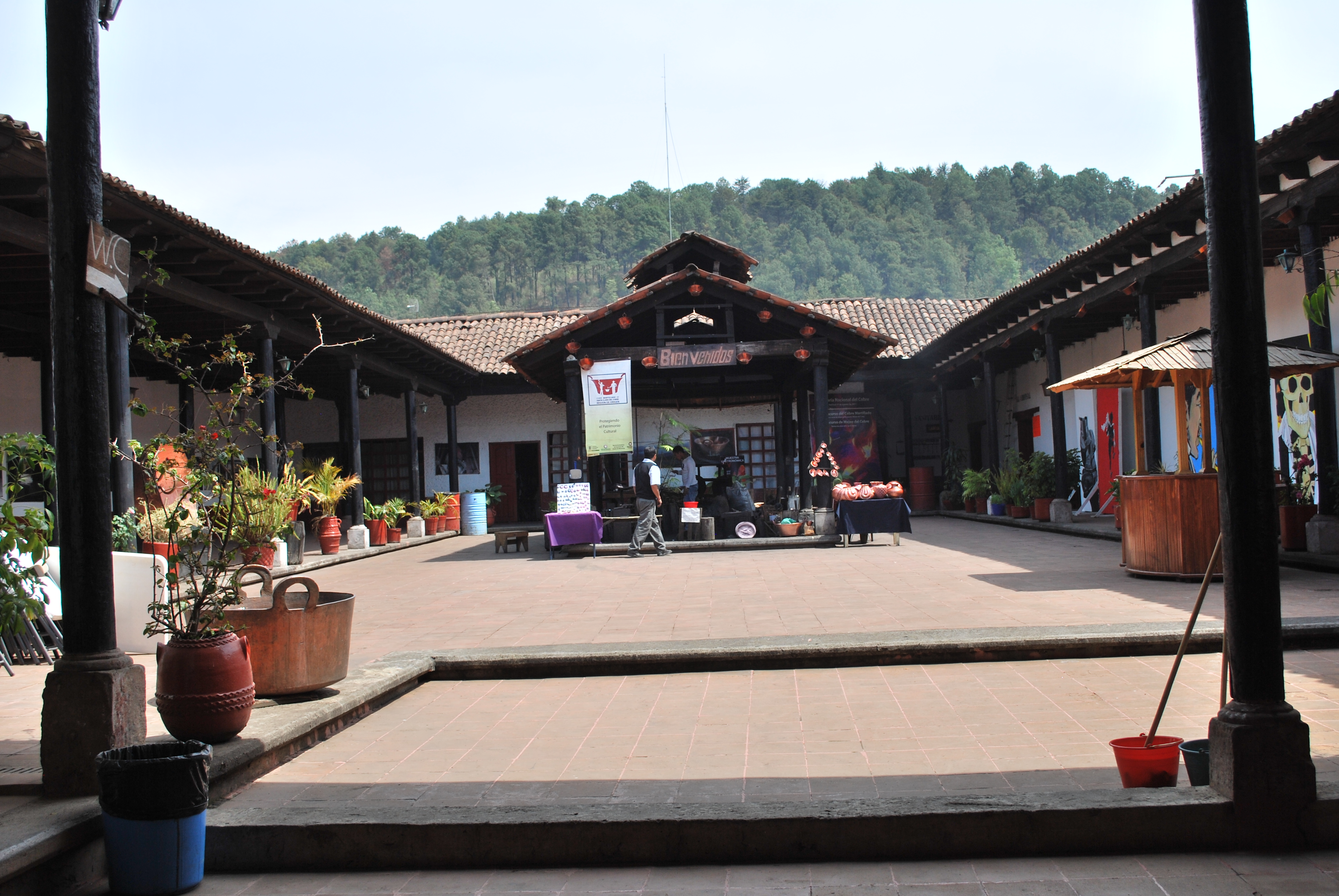
Museo del Cobre